# Europabanan
Europabanan (deutsch Europabahn) ist ein überregionales Schienenverkehrskonzept zwischen Stockholm, Göteborg und Hamburg.
Das Projekt wird von einem gemeinnützigen Verein, der aus Kommunen, Städten, Regierungsbezirken und anderen regionalen Vertretern aus Schweden, Dänemark und Deutschland besteht, getragen. Außerdem sind die schwedischen Mitglieder gemeinsame Eigentümer der Aktiengesellschaft Europakorridoren AB.

## Ziel
Das Ziel des Vereins ist es, für den Ausbau des „Europakorridors“ – in Analogie zu den Europastraßen – und somit für ein modernes, effektives, umweltgerechtes und nachhaltiges Verkehrssystem für Schweden zu wirken, das außerdem Schweden und ganz Skandinavien näher an Westeuropa führt, indem das schwedische Hochgeschwindigkeitsnetz mit dem Mitteleuropas verbunden wird.

## Planung
| \| \| 0,0 \| Stockholm \| Stockholm \| \| \| 35,0 \| Södertälje \| Södertälje \| \| \| 102,0 \| Nyköping \| Nyköping \| \| \| 160,0 \| Norrköping \| Norrköping \| \| \| 199,0 \| Linköping \| Linköping \| \| \| 260,0 \| Tranås \| Tranås \| \| \| 330,0 \| Jönköping \| Jönköping \| \| \| \| nach Göteborg \| \| \| \| 392,0 \| Värnamo \| Värnamo \| \| \| 433,0 \| Ljungby \| Ljungby \| \| \| 483,0 \| Markaryd \| Markaryd \| \| \| \| nach Helsingborg \| \| \| \| 522,0 \| Hässleholm \| Hässleholm \| \| \| \| Helsingborg \| \| \| \| 615,0 \| Malmö \| Malmö \| \| \| \| Kopenhagen \| \| \| \| 657,0 \| Kastrup Kopenhagen \| Kastrup Kopenhagen \| \| \| \| \| \| \| \| 777,0 \| Nykøbing F \| Nykøbing F \| \| \| 819,0 \| Rödby \| Rödby \| \| \| 842,0 \| Puttgarden \| Puttgarden \| \| \| 934,0 \| Lübeck \| Lübeck \| \| \| 1000,0 \| Hamburg \| Hamburg \| |        |                    |                    |
| Kopfbahnhof Streckenanfang (Strecke außer Betrieb) | 0,0    | Stockholm          | Stockholm          |
| Bahnhof (Strecke außer Betrieb) | 35,0   | Södertälje         | Södertälje         |
| Haltepunkt / Haltestelle (Strecke außer Betrieb) | 102,0  | Nyköping           | Nyköping           |
| Haltepunkt / Haltestelle (Strecke außer Betrieb) | 160,0  | Norrköping         | Norrköping         |
| Haltepunkt / Haltestelle (Strecke außer Betrieb) | 199,0  | Linköping          | Linköping          |
| Haltepunkt / Haltestelle (Strecke außer Betrieb) | 260,0  | Tranås             | Tranås             |
| Bahnhof (Strecke außer Betrieb) | 330,0  | Jönköping          | Jönköping          |
| Abzweig geradeaus und nach rechts (Strecke außer Betrieb) |        | nach Göteborg      | nach Göteborg      |
| Haltepunkt / Haltestelle (Strecke außer Betrieb) | 392,0  | Värnamo            | Värnamo            |
| Haltepunkt / Haltestelle (Strecke außer Betrieb) | 433,0  | Ljungby            | Ljungby            |
| Haltepunkt / Haltestelle (Strecke außer Betrieb) | 483,0  | Markaryd           | Markaryd           |
| Strecke von links (außer Betrieb) · Abzweig geradeaus und nach rechts (Strecke außer Betrieb) |        | nach Helsingborg   | nach Helsingborg   |
| Strecke (außer Betrieb) · Haltepunkt / Haltestelle (Strecke außer Betrieb) | 522,0  | Hässleholm         | Hässleholm         |
| Haltepunkt / Haltestelle (Strecke außer Betrieb) · Strecke (außer Betrieb) |        | Helsingborg        | Helsingborg        |
| Strecke (außer Betrieb) · Bahnhof (Strecke außer Betrieb) | 615,0  | Malmö              | Malmö              |
| Bahnhof (Strecke außer Betrieb) · Strecke (außer Betrieb) |        | Kopenhagen         | Kopenhagen         |
| Strecke (außer Betrieb) · Bahnhof (Strecke außer Betrieb) | 657,0  | Kastrup Kopenhagen | Kastrup Kopenhagen |
| Abzweig geradeaus und von links (Strecke außer Betrieb) · Strecke nach rechts (außer Betrieb) |        |                    |                    |
| Haltepunkt / Haltestelle (Strecke außer Betrieb) | 777,0  | Nykøbing F         | Nykøbing F         |
| Haltepunkt / Haltestelle (Strecke außer Betrieb) | 819,0  | Rödby              | Rödby              |
| Haltepunkt / Haltestelle (Strecke außer Betrieb) | 842,0  | Puttgarden         | Puttgarden         |
| Haltepunkt / Haltestelle (Strecke außer Betrieb) | 934,0  | Lübeck             | Lübeck             |
| Kopfbahnhof Streckenende (Strecke außer Betrieb) | 1000,0 | Hamburg            | Hamburg            |

Europakorridoren AB plant im Wesentlichen den Bau von mehreren Neubaustrecken, wie die Europabahn, die Götalandsbane und der Ostlänken. Die Götalandsbahn soll von Linköping nach Göteborg verlaufen, der Ostlänken von Stockholm nach Linköping. Die gesamte Europabahn soll von Stockholm über Kopenhagen, die Inseln Falster und Lolland und über Lübeck nach Hamburg verlaufen und ist für den Personenverkehr gedacht. Sie werden die bereits bestehenden Strecken entlasten, die dann den Güterverkehr aufnehmen.
Das Konzept umfasst den Neu- und Ausbau der vorhandenen Strecken in Südschweden, auf den dänischen Inseln Seeland und Lolland, von Lübeck nach Puttgarden, sowie eines Eisenbahntunnels Helsingborg–Helsingør (HH-Tunnel) und eines etwa 18 km langen Tunnels unter dem Fehmarnbelt zwischen Rødby auf Lolland und Puttgarden auf Fehmarn.
Die schwedische Verkehrsbehörde hat die Kosten mit 105 Milliarden SEK für veranschlagt, auf der Strecke Göteborg–Jönköping–Södertälje sollen die Züge mit 320 km/h Geschwindigkeit fahren können. Für die Europabahn Jönköping–Helsingborg–Helsingør–Kopenhagen mit dem Tunnel zwischen Helsingborg und Helsingør wurden noch keine Kosten berechnet.
Zwischen Kopenhagen und Ringsted wurde am 31. Mai 2019 eine Neubaustrecke für 250 km/h eröffnet. Für die Strecke Ringsted–Fehmarnbelt–Hamburg ist geplant, die Abschnitte zwischen Puttgarden und Lübeck neu zu bauen und für 200 km/h auszulegen. Der zweigleisige Ausbau, mit Ausnahme von zwei eingleisigen Brücken, und die Elektrifizierung bis zum Jahr 2021, wenn der Fehmarnbelttunnel fertiggestellt werden soll, ist für die Bahnstrecke Ringsted–Rødby Færge und die Bahnstrecke Lübeck–Puttgarden vereinbart worden. Der Fertigstellungstermin für den Fehmarnbelttunnel wurde zwischenzeitlich auf 2029 verschoben.

## Mitglieder
Mitglieder des Vereins und der Firma sind:

### Regionen, Städte, Gemeinden
- Skåne
- Västra Götaland
- Provinziallandtag Kronoberg (Regionförbundet södra Småland)
- Regionalverband Östsam (Regionförbundet Östsam)
- Kommunalverbund Sjuhärad (Sjuhärads kommunalförbund)
- Hamburg
- Lübeck
- Göteborg
- Stockholm
- Borås
- Mölndal
- Helsingborg
- und weitere 31 Gemeinden

### Firmen
- Alstom Transportation (frz. Schienenfahrzeughersteller, etwa TGV)
- Bombardier Transportation  (kanadischer Fahrzeug- und Schienentechnikhersteller)
- Atkins Sverige AB (brit. Planungsunternehmen)
- OrdArt[6]
- Perfekt Spår (Perfect Track)[7]